# Schefflera subdivaricata
Schefflera subdivaricata är en araliaväxtart som beskrevs av Elmer Drew Merrill och David Gamman Frodin. Schefflera subdivaricata ingår i släktet Schefflera och familjen araliaväxter. Inga underarter finns listade.